# Cireșu (Mehedinți)
Cireșu é uma comuna romena localizada no distrito de Mehedinți, na região de Oltênia. A comuna possui uma área de 52.92 km² e sua população era de 683 habitantes segundo o censo de 2007.